# Official Scottish Chart
L'Official Scottish Singles Chart e l'Official Scottish Albums Chart sono, rispettivamente, le classifiche ufficiali dei singoli e degli album più venduti in Scozia, stilate e pubblicate settimanalmente dall'Official Charts Company. Precedentemente erano entrambe chiamate, sul sito ufficiale dell'Official Charts Company, Regional Chart.
Le classifiche sono realizzate estraendo il numero di vendite dalla Official Singles Chart e dalla Official Albums Chart registrate nella sola Scozia.